# Nalut (stad)
Nālūt (arabiska: نالوت) är en distriktshuvudort i Libyen.   Den ligger i distriktet Nalut, i den nordvästra delen av landet, 240 km sydväst om huvudstaden Tripoli. Nālūt ligger 637 meter över havet och antalet invånare är 26 256.
Terrängen runt Nālūt är kuperad åt nordost, men åt sydväst är den platt.  Trakten runt Nālūt är nära nog obefolkad, med mindre än två invånare per kvadratkilometer. Det finns inga andra samhällen i närheten. Trakten runt Nālūt är ofruktbar med lite eller ingen växtlighet.